# 巴黎圣热尔韦广场

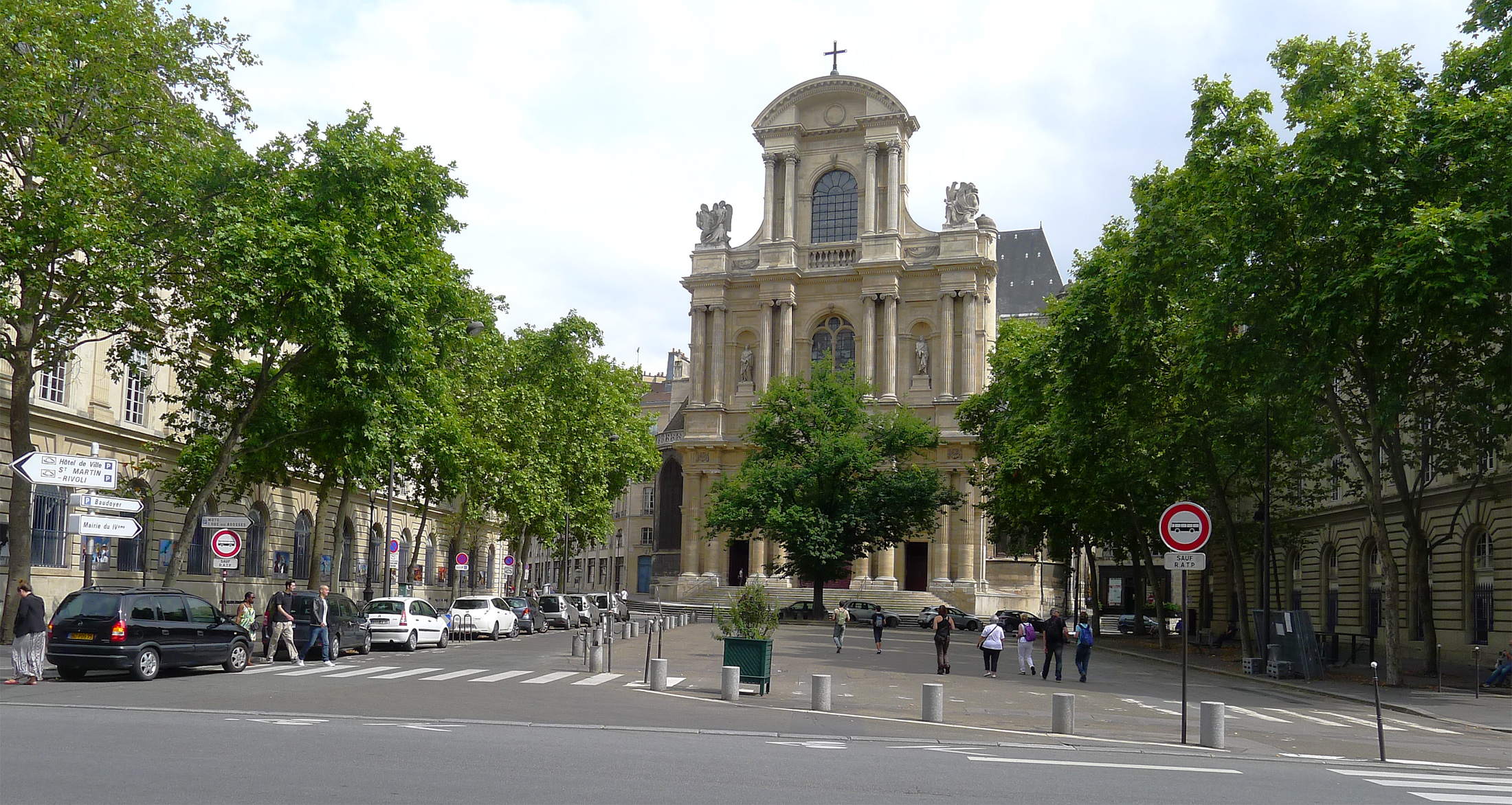

圣热尔韦广场（Place Saint-Gervais）是巴黎第四区的一个三角形广场，Rue François-Miron、Rue de Brosse和Rue de Lobau（巴黎市政厅东侧道路）三条道路交汇于此。长66米，宽50米。附近的地铁站是市政厅站。

## 名称
广场得名于其东侧的教堂圣热尔韦教堂（Église Saint-Gervais-Saint-Protais）。

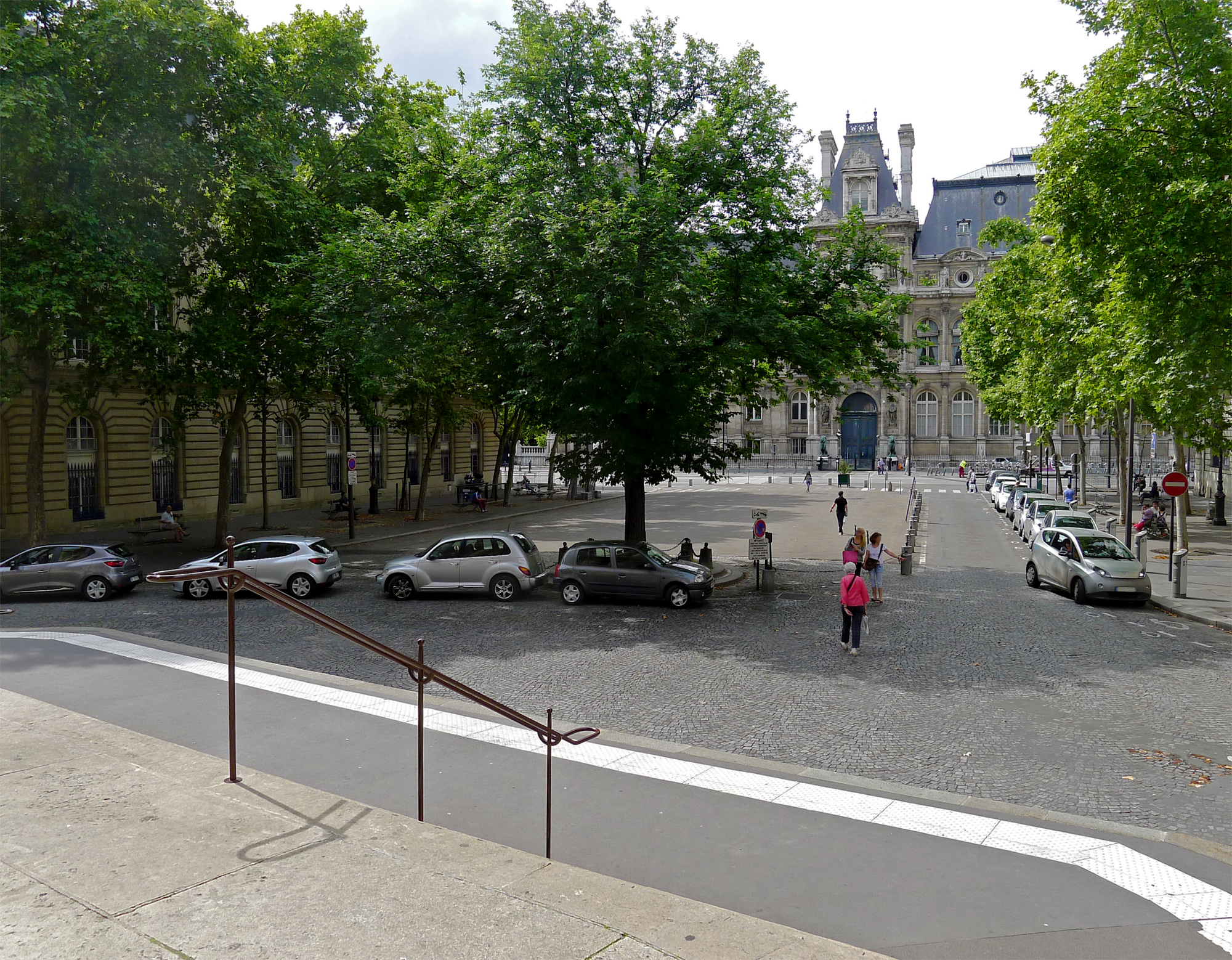

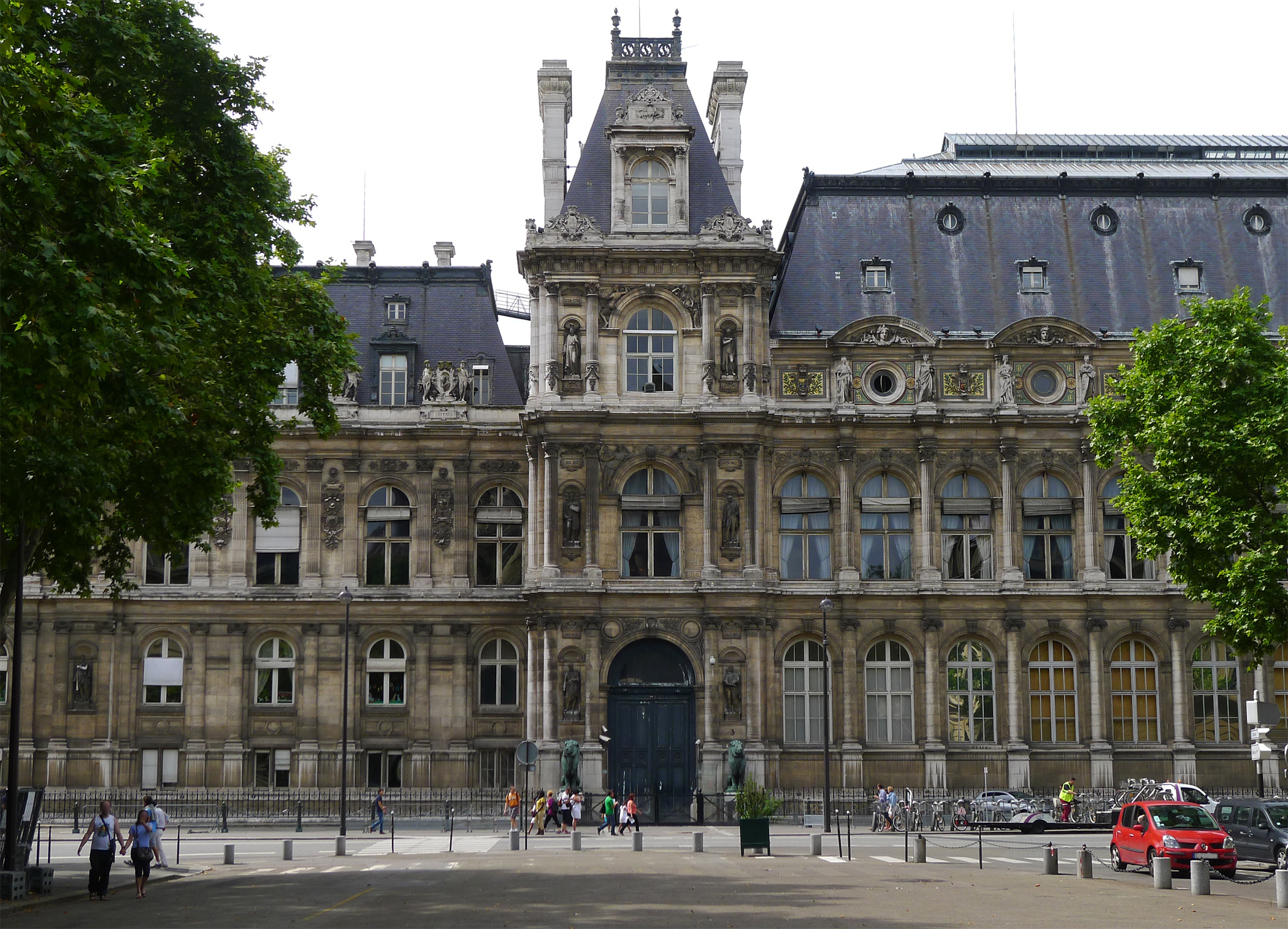

## 历史
圣盖法削广场开辟于1300年前后。

## 建筑
- 原拿破仑军营（caserne Napoléon）[1]、caserne Lobau军营

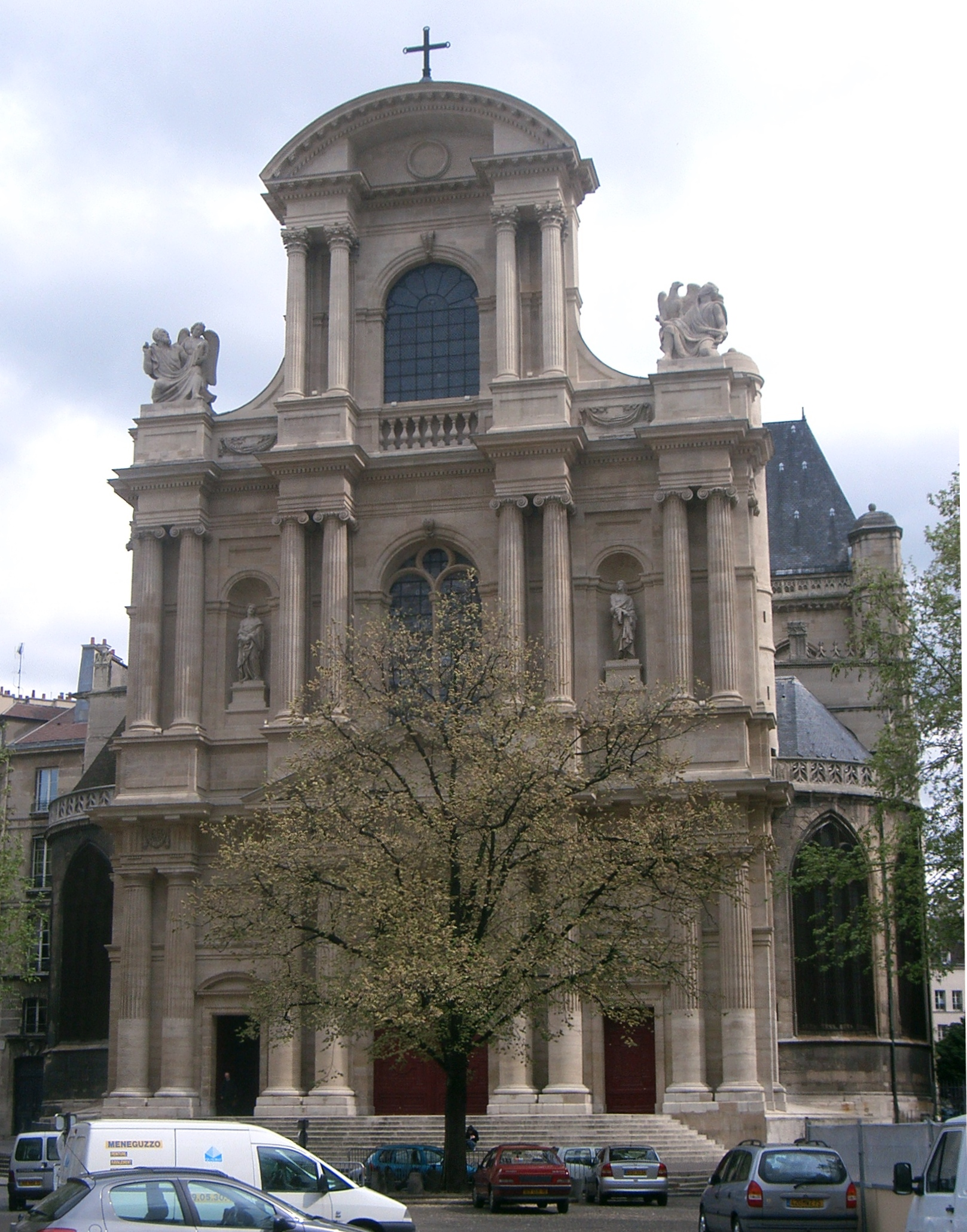
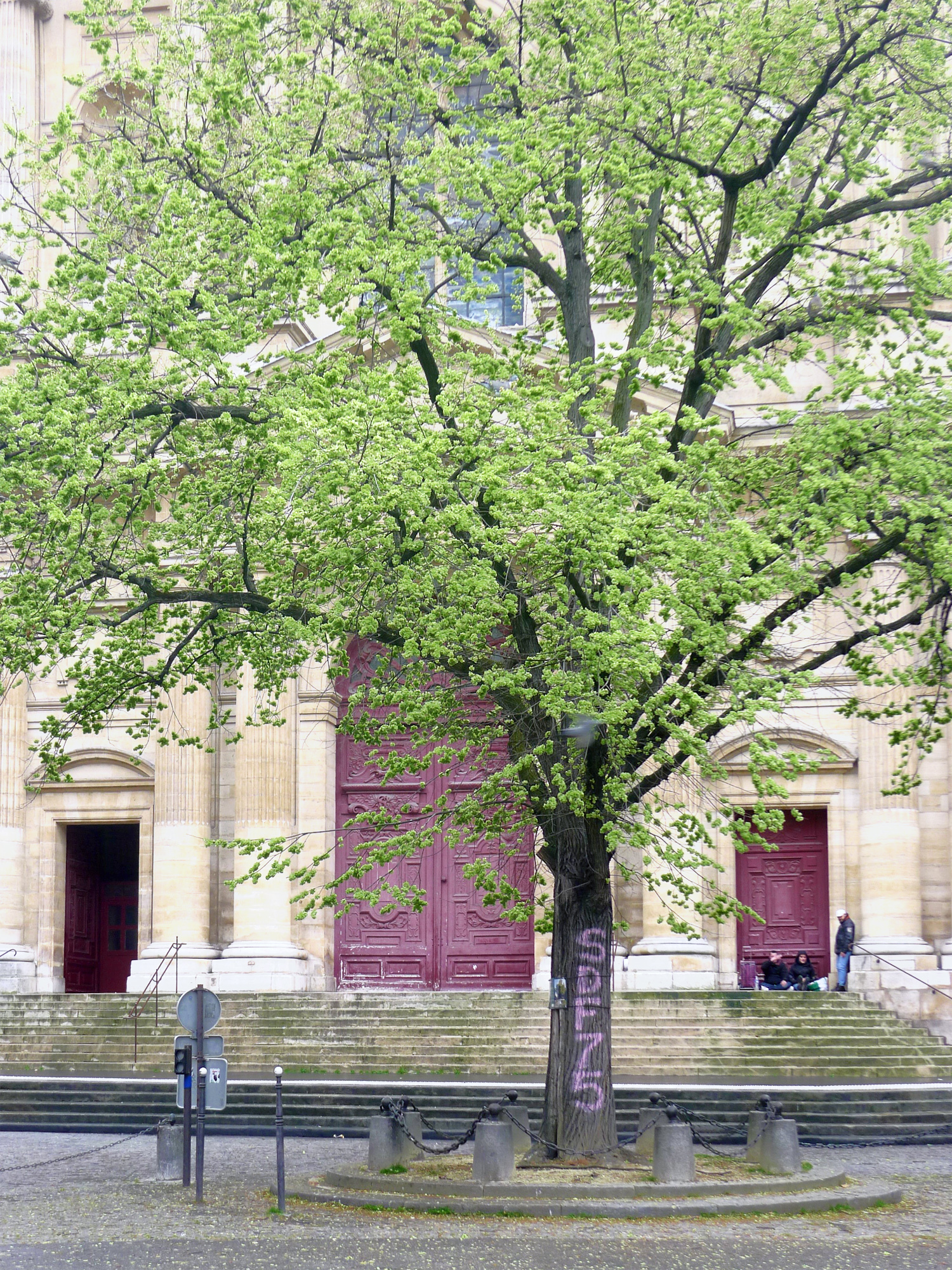
圣热尔韦教堂
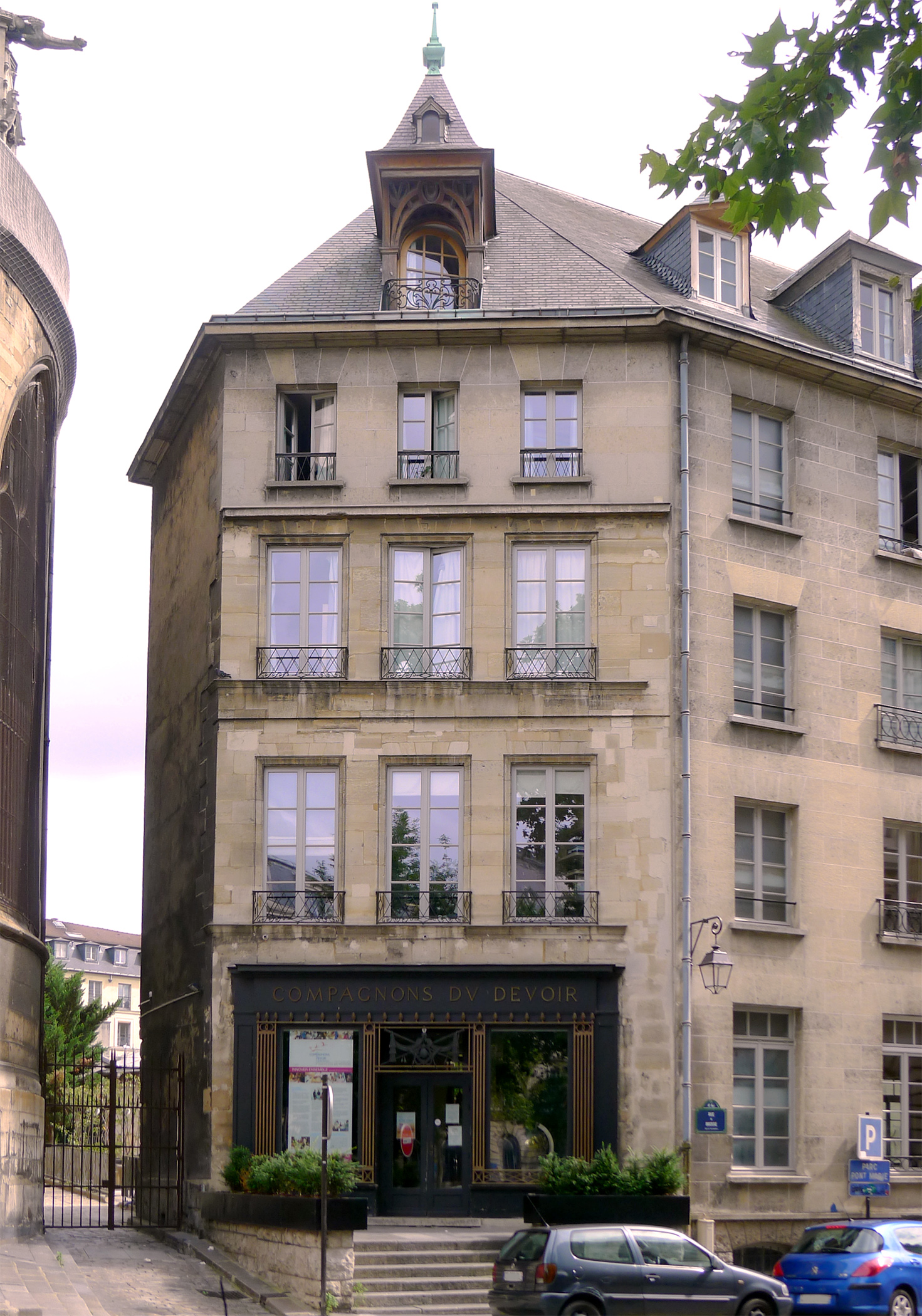

- 圣热尔韦榆树
- 1号

- 圣热尔韦榆树